# Plavi orkestar
Plavi orkestar je pop rock glasbena skupina iz Sarajeva. Po ustanovitvi v zgodnjih osemdesetih letih je skupina izdala 8 albumov s številnimi hiti in se uveljavila kot ena pomembnejših soustvarjalk tako sarajevske urbane kulture kot jugoslovanske rock glasbene scene. Skupina se je razvila v obdobju sarajevskega gibanja New Primitives, a naj bi ohranila svojo identiteto in glasbeni stil. Hiti skupine iz osemdesetih in devetdesetih let je tudi danes mogoče slišati na radijih vseh držav nekdanje Jugoslavije.
Plavi orkestar je do danes izdal 8 albumov, prodal 5 milijonov plošč in odigral več kot 3500 koncertov po evropskih državah in predvsem jugoslovanskem prostoru. Prvi nastop v Sloveniji је bil na festivalu Novi rock v osemdesetih letih, zadnji večji pa leta 1999, medtem ko se je skupina po daljšem premoru aktivnosti zopet pojavila na klubskem koncertu v Ljubljani leta 2009. V Sloveniji si je koncerte skupine ogledalo skupno več kot milijon gledalcev.
Ustanovitelj in protagonist skupine je Saša Lošić, danes priznan kot pisec filmske glasbe, med drugim za vse tri najbolj gledane slovenske filme: Outsider, Kajmak in marmelada in Petelinji zajtrk.

## Zgodovina
Plavi orkestar je nastal v Sarajevu, pomembnem kulturnem centru Jugoslavije, ki je zaznamoval jugoslovanski rock in sodobno kulturo Jugoslavije nasploh. V zgodnjih osemdesetih letih je v atmosferi dominantnih sarajevskih glasbenih skupin Bijelo dugme, Indexi ter vedno bolj Zabranjeno pušenje najstnik Saša Lošić ustanovil skupino Ševin orkestar, ki je radijski uredniki zaradi imena niso uvrščali v glasbeni program. Ime je bilo zato spremenjeno v Plavi orkestar, glasbeno ustvarjanje je napredovalo, leta 1983 so pevec Lošić in brata Admir ter Samir Ćeremida z improviziranimi instrumenti začeli igrati svoje pesmi v kleti sarajevske Leninove ulice. Lošića je v tistem času navduševala glasba Sex Pistols in ostalih punk skupin, a Plavi orkestar kljub temu ni zaigral podobnih melodij in besedil. Skupina je glasbo na svojih koncertih začinila z inovativnimi pristopi, pevec je na odru namesto alkohola pil mleko, po odru pa so hodile kokoši in krave.
Prva plošča Soldatski bal je bila navdihnjena po Lošićevih izkušnjah služenja vojaškega roka v JLA, posneta v zagrebškem SIM studiu in izdana v letu 1985, prodanih je bilo 500 tisoč izvodov. Sledeča plošča Smrt fašizmu (1986) je bila v primerjavi s prvo nekoliko manj uspešna - tudi zaradi politično sporne vsebine skladbe Fašista nemoj biti ti -, a je kljub temu ponudila nekatere uspešnice. Tri leta zatem je zopet sledil velik vzpon priljubljenosti s ploščo Sunce na prozoru. Vzpon albuma Simpatija je bil izjalovljen v vojni vihri.
Vojne ob razpadu Jugoslavije so prekinile sodelovanje članov skupine, pevec Lošić se je preselil v Ljubljano, kitarist Mladen Pavičić v Kanado, brata Ćeramida sta skupaj z branilci Sarajeva preživljala čas vojne v strelskih jarkih nad mestom. Ne glede na to je v povojnem obdobju skupina uspela napraviti novo ploščo, Longplay (1998), ki je bila najbolje prodajana plošča skupine, leto zatem še Infinity.
V sledečem obdobju skupina ni glasbeno ustvarjala, a preko radijskih postaj in splošne prepoznavnosti dalje združevala kulturni prostor nekdanje Jugoslavije, kot je izjavil Saša Lošić v intervjuju za tednik Mladina: "Verjetno smo neke vrste nezavedno te regije. Tako kot čevapčiči ali sladoled. Družbeni sistemi se vzpenjajo in padajo, Plavi orkestar pa nekako ostaja." Od leta 2009 dalje je ponovno združeni Plavi orkestar nastopil na uspešnih koncertih v prostoru nekdanje Jugoslavije, leta 2012 je izdal album Sedam.

## Zasedba
- Saša Lošić - Loša: vokal, besedila in skladbe
- Mladen Pavičić: električna kitara
- Saša Zalepugin: električna kitara
- Samir Ćeremida - Ćera I: bas kitara
- Admir Ćeremida - Ćera II: bobni

## Diskografija
- Soldatski bal (1985)
- Smrt fašizmu (1986)
- Sunce na prozoru (1989)
- Simpatija (1991)
- Everblue 1 in 2 (1996) (kompilacija)
- Longplay (1998)
- Infinity (1999)
- Sedam (2012)